# Новоіванівська сільська рада (Арцизький район)
Новоіва́нівська сільська́ ра́да — колишня адміністративно-територіальна одиниця та орган місцевого самоврядування у Болградському районі Одеської області. Адміністративний центр — село Нова Іванівка.

## Загальні відомості
Новоіванівська сільська рада утворена в 1961 році.
- Територія ради: 68,19 км²
- Населення ради: 2018 осіб (станом на 2001 рік)
- Територією ради протікає річка Киргиж-Китай

## Населені пункти
Сільській раді підпорядковані населені пункти:
- с. Нова Іванівка

## Населення
Згідно з переписом 1989 року населення сільської ради становило 2623 особи, з яких 1241 чоловік та 1382 жінки.
За переписом населення 2001 року в сільській раді мешкало 2027 осіб.

### Мова
Розподіл населення за рідною мовою за даними перепису 2001 року:
| Мова       | Відсоток |
| ---------- | -------- |
| болгарська | 88,06 %  |
| російська  | 5,3 %    |
| українська | 3,62 %   |
| гагаузька  | 1,93 %   |
| молдовська | 0,84 %   |
| вірменська | 0,15 %   |
| німецька   | 0,1 %    |

## Склад ради
Рада складається з 16 депутатів та голови.
- Голова ради: Черкес Степаніда Афанасіївна

### Керівний склад попередніх скликань
| Прізвище, ім'я, по батькові  | Основні відомості                                                         | Дата обрання | Дата звільнення |
| ---------------------------- | ------------------------------------------------------------------------- | ------------ | --------------- |
| Черкес Степаніда Афанасіївна | Сільський голова, 1954 року народження, позапартійна                      | 26.03.2006   | 31.10.2010      |
| Черкес Степаніда Афанасіївна | Сільський голова, 1954 року народження, освіта вища, член Партії регіонів | 31.10.2010   |                 |

Примітка: таблиця складена за даними сайту Верховної Ради України

### Депутати
За результатами місцевих виборів 2010 року депутатами ради стали:

#### За суб'єктами висування
| Суб'єкт висування | Кількість обраних депутатів | %    |
| ----------------- | --------------------------- | ---- |
| Самовисування     | 9                           | 56,3 |
| Партія регіонів   | 7                           | 43,8 |

#### За округами
| № округу        | Прізвище, ім'я, по батькові     | Дата визнання обраним | Освіта             | Партійна приналежність | Відомості про обраного депутата                                             |
| --------------- | ------------------------------- | --------------------- | ------------------ | ---------------------- | --------------------------------------------------------------------------- |
| Партія регіонів |                                 |                       |                    |                        |                                                                             |
| 1               | Куцарева Тетяна Афанасіївна     | 02.11.2010            | вища               | член Партії регіонів   | Новоіванівська загальноосвітня школа, вчитель                               |
| 5               | Дермен Андрій Миколайович       | 02.11.2010            | вища               | позапартійний          | Новоіванівська загальноосвітня школа, вчитель                               |
| 7               | Іванова Світлана Степанівна     | 02.11.2010            | середня            | позапартійна           | Новоіванівське відділення зв'язку, начальник відділення                     |
| 9               | Парванов Степан Миколайович     | 02.11.2010            | середня спеціальна | позапартійний          | фермерське господарство «Парванов», голова                                  |
| 10              | Ніжикіойський Георгій Іванович  | 02.11.2010            | вища               | позапартійний          | Новоіванівська сільська рада, землевпорядник                                |
| 12              | Нєнова Наталія Степанівна       | 02.11.2010            | середня спеціальна | позапартійна           | фермерське господарство «Куцарева Ф. С.», бухгалтер                         |
| 16              | Стоянова Алла Степанівна        | 02.11.2010            | вища               | член Партії регіонів   | Новоіванівська сільська рада, секретар                                      |
| Самовисування   |                                 |                       |                    |                        |                                                                             |
| 2               | Черкес Андрій Миколайович       | 02.11.2010            | середня спеціальна | позапартійний          | приватний підприємець «Черкес»                                              |
| 3               | Арнаут Іван Михайлович          | 02.11.2010            | вища               | позапартійний          | КПАРФСП «Колос», тренер                                                     |
| 4               | Арнаут Олександр Анатолійович   | 02.11.2010            | вища               | позапартійний          | Арцизька районна лікарня ветеринарної медицини, завідувач Задунаївської УВД |
| 6               | Куцарева Альбіна Володимирівна  | 02.11.2010            | вища               | позапартійна           | приватний підприємець «Куцарева»                                            |
| 8               | Іванов Микола Зіновійович       | 02.11.2010            | середня            | позапартійний          | тимчасово не працює                                                         |
| 11              | Кріган Єдуард Васильович        | 02.11.2010            | вища               | позапартійний          | Свято Іоанно — Воїнська церква, священик                                    |
| 13              | Дермен Пелагія Христофорівна    | 02.11.2010            | середня спеціальна | позапартійна           | тимчасово не працює                                                         |
| 14              | Богданов Валентин Олександрович | 02.11.2010            | вища               | позапартійний          | Арцизький район електромереж, водій                                         |
| 15              | Ніжикіойська Наталія Степанівна | 02.11.2010            | середня спеціальна | позапартійна           | Новоіванівський сільський будинок культури, директор                        |